# Laure Aerts
Laure Aerts, née le 17 décembre 1987 , est une judokate belge qui évolua d'abord dans la catégorie des moins de 63 kg (mi-moyens), puis dans la catégorie des moins de 70 kg (poids moyens). Elle est membre du Judoteam Jita Kyoei de Duffel dans la province d'Anvers.

## Palmarès
En 2009, Laure Aerts a remporté 2 tournois d'European Cup, l'Open de Sarajevo et le British Open de Londres.

Elle a été championne de Belgique en U17, U20 et trois fois en sénior :
| Chpt de Belgique | Chpt de Belgique | 2005 | 2006 | 2007 | 2008 | 2009 |
| ---------------- | ---------------- | ---- | ---- | ---- | ---- | ---- |
| mi-moyens        | -63 kg           | 2e   | 1er  | 1er  |      |      |
| poids moyens     | -70 kg           |      |      |      | 2e   | 1er  |